# Diocesi di Obori
La diocesi di Obori (in latino: Dioecesis Oboritana) è una sede soppressa e sede titolare della Chiesa cattolica.

## Storia
Obori, identificabile con Sidi-Ferruch (oggi Sidi Fredj) nell'odierna Algeria, è un'antica sede episcopale della provincia romana della Mauritania Cesariense.
Le fonti documentarie attestano l'esistenza di due diocesi Oboritanae in Mauritania Cesariense. Ne è prova la lista dei vescovi della Mauritania Cesariense convocati a Cartagine dal re vandalo Unerico nel 484, dove appare al 72º posto il vescovo Pietro, mentre tra le sedi vacanti al momento della redazione della lista compare una seconda diocesi Oboritana.
Nella località di Sidi Fredj sono venuti alla luce una chiesa battesimale, una cappella funeraria dedicata a San Lorenzo, e un mosaico con dedica cristiana risalente alla seconda metà del V secolo.
Dal 1933 Obori è annoverata tra le sedi vescovili titolari della Chiesa cattolica; l'attuale vescovo titolare è Juan José Pineda Fasquelle, C.M.F., già vescovo ausiliare di Tegucigalpa.

## Cronotassi

### Vescovi residenti
- Pietro † (menzionato nel 484)

### Vescovi titolari
- James Francis Carney † (7 gennaio 1966 - 8 gennaio 1969 nominato arcivescovo di Vancouver)
- Luigi Zanzottera, O.S.I. † (13 marzo 1969 - 18 gennaio 2005 deceduto)
- Juan José Pineda Fasquelle, C.M.F., dal 21 maggio 2005